# Sándor Abday
Sándor Abday (n. 2 februarie 1800, Kaposvár – d. 18 noiembrie 1882, Satu Mare) a fost un scriitor, actor și dramaturg maghiar.

## Opere
- Az erdélyi hõsök (Eroii din Ardeal), dramă, a avut premiera la Târgu Mureș în anul 1839.
- Cic hegyek boszorkánya (Vrăjitoarea munților Cic), piesă de teatru, a avut premiera la Dej în anul 1839.
- Szatmár városa egy más földrészen (Orașul Satu Mare pe un alt continent), comedie, a avut premiera la Satu Mare în anul 1878.